# Fernando de Silva y Álvarez de Toledo
Fernando de Silva y Álvarez de Toledo, książę de Huéscar, 12. książę Alby (ur. 1714, zm. 15 listopada 1776) – polityk, dyplomata i generał hiszpański, człowiek oświecenia.

## Życiorys
W latach 1746–1749 był hiszpańskim ambasadorem w Paryżu.
Był hiszpańskim MSZ (Ministro dos Negócios Estrangeiros) w okresie od 9 kwietnia 1754 do 15 maja 1754.
Od 9 kwietnia 1754 roku do swej śmierci w 1776 był dyrektorem Real Academia Española.